# Subgulina talitzkii
Subgulina talitzkii är en insektsart som först beskrevs av Luppova 1979.  Subgulina talitzkii ingår i släktet Subgulina och familjen myrlejonsländor. Inga underarter finns listade i Catalogue of Life.